# Ann-Lou Jørgensen
Ann-Lou Jørgensen (født 12. juni 1977) er en dansk badmintonspiller.
Hun repræsenterede Danmark under OL 2004 i Athen, hvor hun sammen med Rikke Olsen blev slået ud i kvartfinalen i doubleturneringen.